# Onze-Lieve-Vrouw-Onbevlekt-Ontvangenkerk (Lier)

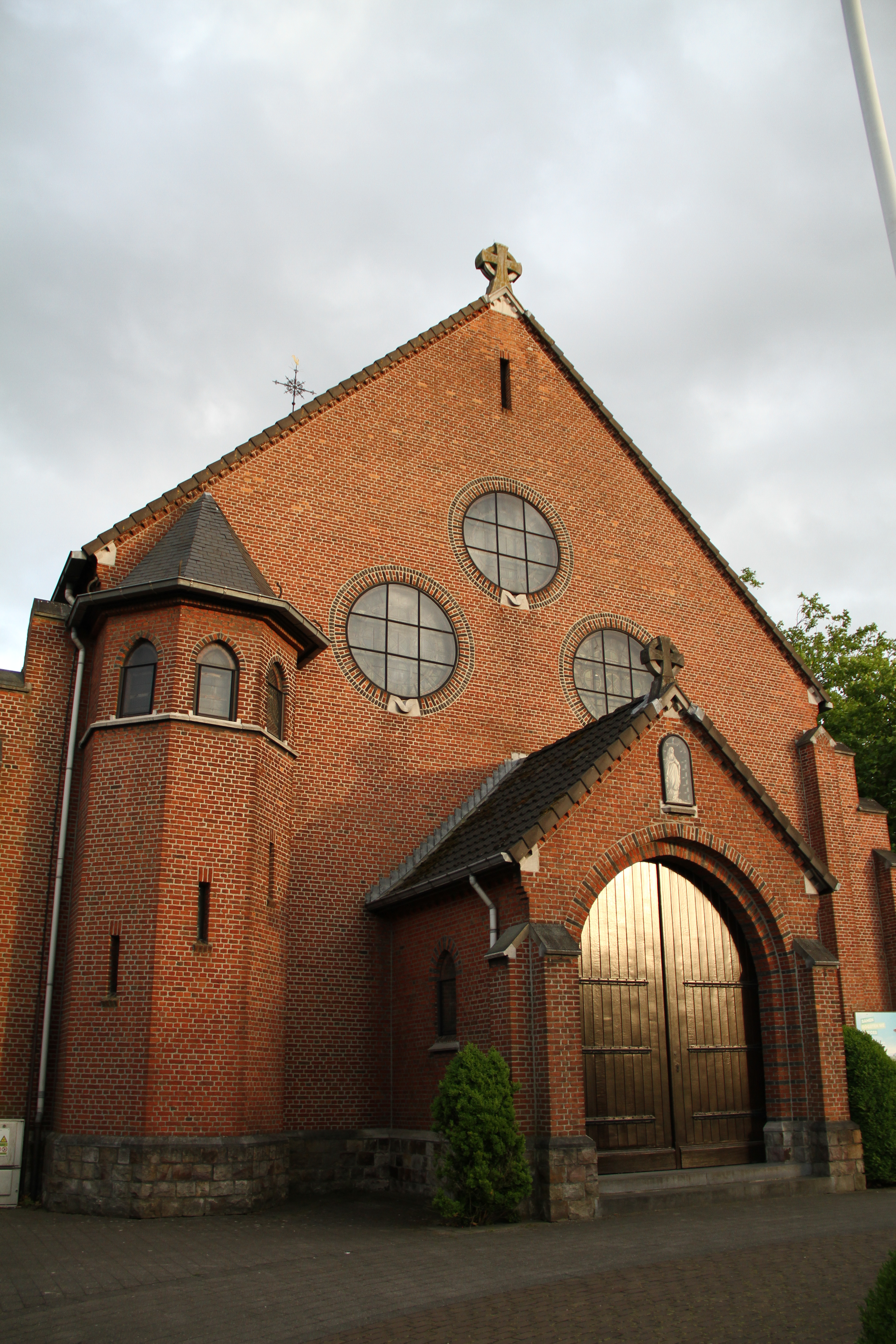

De Onze-Lieve-Vrouw-Onbevlekt-Ontvangenkerk, is een kerk in de Belgische stad Lier, provincie Antwerpen. 
Het is een driebeukige bakstenen kerk met neogotische en -romaanse elementen, opgetrokken in 1928 naar ontwerp van R. Lemaire.
Er is sprake van een rechthoekige plattegrond met een schip van zes traveeën plus de ingangstravee, een tweeledig koor met vlakke sluiting en ten zuiden een ingebouwde vierkante toren, bovenaan achtzijdig, onder een leien spits. Er is natuursteen gebruikt voor onder meer dekstenen en lekdrempels.

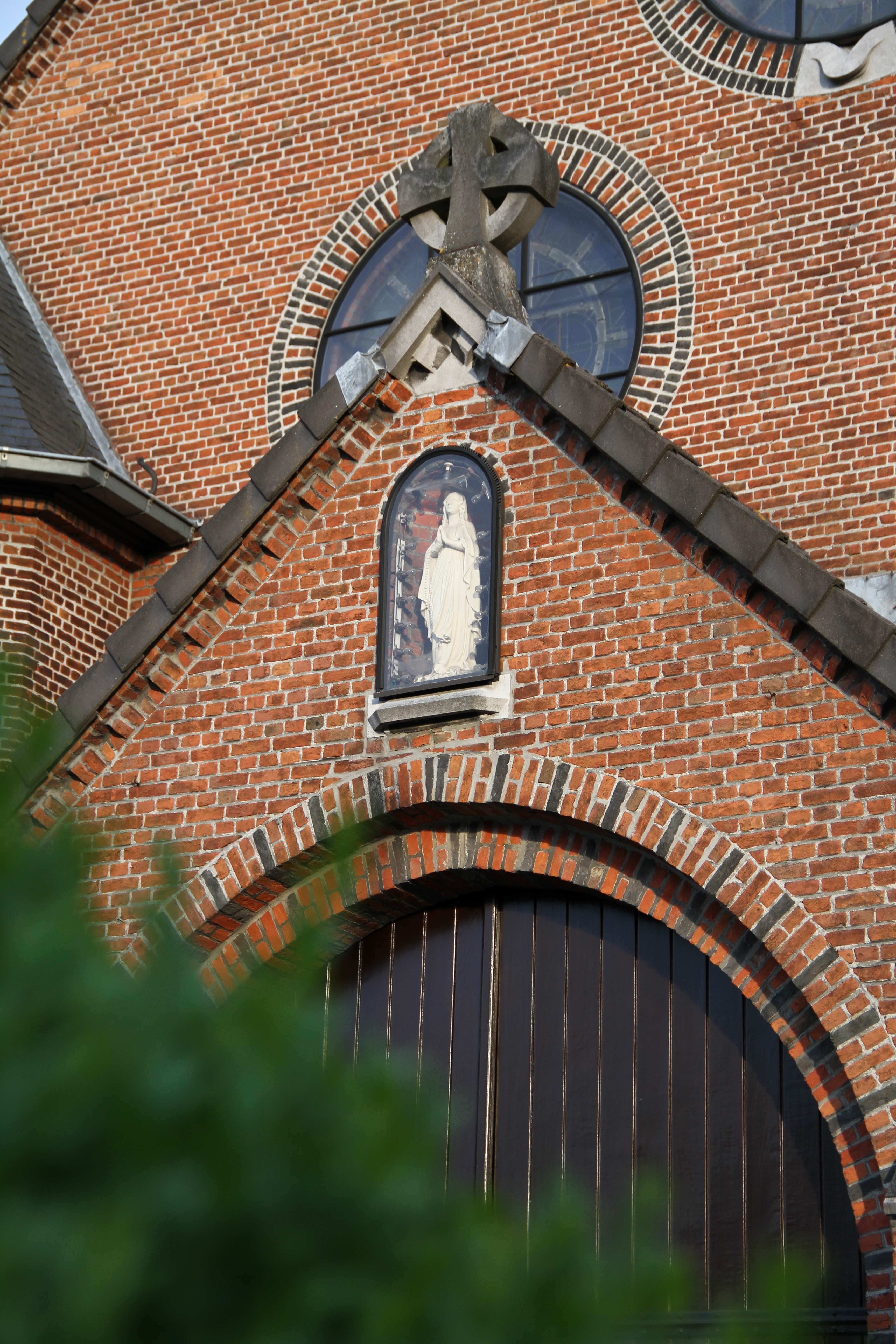

De noordgevel wordt gemarkeerd door het ingangsportaal (rondboogdeur) met erboven drie oculi en links ervan een vijfzijdig traptorentje. Middenbeuk onder zadeldak (mechanische pannen) geopend door gekoppelde spitsboogvensters. Smallere zijbeuken onder lessenaarsdaken, geritmeerd door versneden steunberen en geopend door spitsboogvensters met gekleurd glas in lood.
Het interieur is bepleisterd met een spitsboogarcade (bogen van zwarte en gele baksteen) gedragen door pijlers.

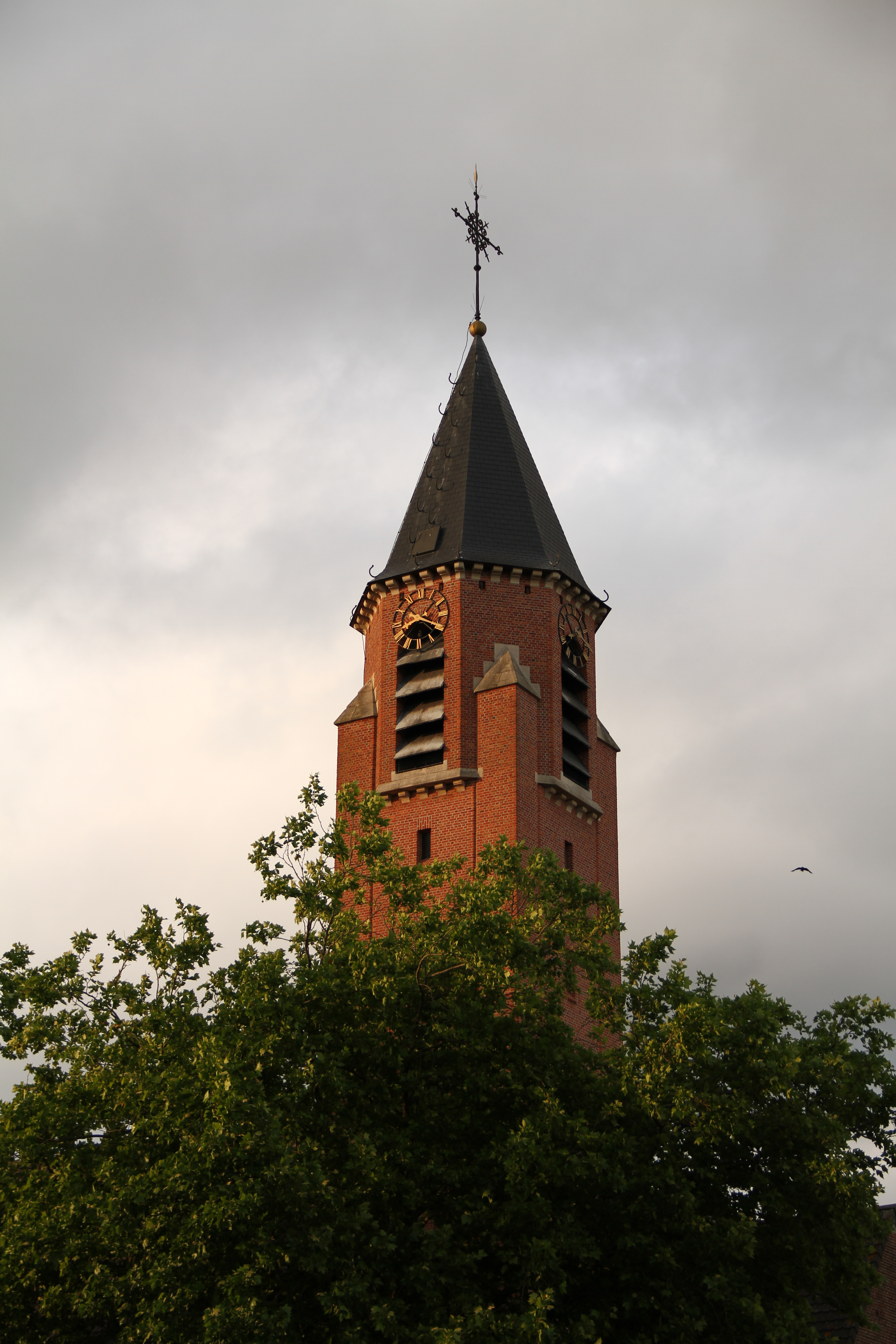